# Polydnaviriformidae
Polydnavirus
 (juillet 2012).
Famille
Les Polydnaviriformidae, appelés Polydnaviridae (PDV) ou Polydnavirus de 1984 à 2021, sont une famille de virus d´insectes qui rassemble deux genres : Ichnoviriform (IV) et Bracoviriform (BV). Le génome viral est segmenté et composé de plusieurs molécules d´ADN circulaire double brin empaquetées dans une capside protéique et d´une enveloppe mono- (IV) ou bien bicouche (BV). Les polydnavirus forment une famille car ils partagent de nombreuses caractéristiques (génome segmenté) et sont associés avec des guêpes endoparasitoïdes. Cependant, les Bracovirus qui sont associés aux guêpes endoparasitoïdes de la famille des Braconidae diffèrent significativement par rapport aux ichnovirus associés aux guêpes endoparasitoïdes de la famille des Ichneumonidae. La monophylie de la famille des polydnavirus est par conséquent un sujet de débat.

## Action des polyDNAvirus sur l'immunité de l'hôte
Face à un pathogène, les insectes possèdent plusieurs voies de réponse, qui sont toutes potentiellement sollicitées chez l'hôte du couple guêpe-polyDNAvirus. Face à l'introduction d'un gros corps étranger tel qu'un œuf de parasitoïde, la réaction immunitaire classiquement déclenchée par l'insecte est une réaction d'encapsulation du corps par les hémocytes. Cette réaction peut être suivie d'une mélanisation qui permet d'étouffer le corps étranger. Il peut également y avoir phagocytose des particules virales, puis nodulation et mélanisation des macrophages gavés de virus. Enfin, une réponse immunitaire humorale avec la production de peptides antiviraux peut avoir lieu.(1)
Les polyDNAvirus protègent la larve d'hyménoptère de ces phénomènes en agissant à différents niveaux :
- au niveau des hémocytes, en les désactivant ou en les détruisant. Chez la guêpe Cotesia rubecula, la protéine virale CrV1 agit sur le cytosquelette d'actine des hémocytes, ce qui diminue leur mobilité et leurs capacités d'adhésion. Le Bracovirus MdBV ( Microplitis demolitor Bracovirus) provoque l'apoptose des hémocytes grâce à l'expression de son gène PTP-H2 (1). Il diminue également leurs capacités d'adhésion grâce à son gène Glc1.8. (2) Ce gène permet également de diminuer les capacités de phagocytose des macrophages de l'insecte ;
- sur la mélanisation en bloquant la chaîne de production de l'enzyme phénoloxydase à partir de la pro-phénoloxydase, c'est ce que fait MdBV par l'intermédiaire de son gène Egf1.0.(3) ;
- en produisant des ankyrines virales qui interfèrent avec la production de peptides antimicrobiens.(4) Chez certains Ichnovirus, l'une de ces ankyrines a un effet anti-apoptose. L'apoptose étant également un moyen dont dispose l'hôte pour limiter la propagation d'une infection (5).

## Particules pseudo-virales
Une autre stratégie utilisée par les hyménoptères parasitoïdes pour protéger leur progéniture est la production de particules pseudo-virales.
Les particules pseudo-virales (ou VLP (acronyme de virus like particles) sont des structures qui ressemblent à des virus mais qui ne contiennent pas d'acide nucléique. 
On en trouve chez certains hyménoptères tels que Venturia canescens (un Ichneumonide) et Leptopilina sp. (un Figitidae). 
Les protéines qui composent les VLP (VcVLP1, VcVLP2, VcNEP ...) de  Venturia canescens sont au niveau de leur structure et de leur fonction plus proches de protéine d'hyménoptère que de protéines virales, ce qui suggère que ces particules n'ont pas une origine virale. Cependant, leur mode de sécrétion est très proche de celui des polyDNAvirus. Les VLP sont produits dans les cellules du calix puis excrétées dans les oviductes. Les particules procurent une protection locale à la larve de l'hyménoptère. Elles permettent à la larve de n'être pas reconnue comme nocive par le système immunitaire de l'hôte, ou empêchent les réactions entre les agents du système immunitaire et la surface de la larve. (6)
La guêpe Leptopilina heterotoma injecte avec ses œufs des VLP capables de pénétrer en s'accrochant à des récepteurs spécifiques dans les lamellocytes et de modifier leur forme et leurs propriétés de surface, ce qui les rend inefficaces et protège donc la larve contre l'encapsulation. (7).

## Micro-ARN
Les micro-ARN sont des ARN courts produits par les cellules et qui permet la destruction des ARNm viraux par appariement complémentaire du microARN sur l'ARN viral puis clivage par une enzyme qui reconnaît les ARN double brin. Ce mécanisme est appelé « silençage génique post-transcriptionnel » ou PTGS (acronyme de Post transcriptional gene silencing. (8)
Il est intéressant de considérer ce phénomènes dans le contexte des polyDNAvirus car on peut formuler de nombreuses hypothèses :
- est-ce que le fait que les guêpes possèdent de l'ADN de polyDNAvirus dans leur génome (9) pourrait leur permettre de produire des microARN pour lutter contre les infections par les nudivirus, comme une sorte d'immunité innée face à ce type de virus ?
- est-ce que les guêpes utilisent les microARN pour réprimer les gènes viraux qu'elles portent dans leur génome ?
- est-ce que les polyDNAvirus utilisent le PTGS pour manipuler les cellules de leur hôte ?
- le PTGS est également utilisé par un organisme au cours de son développement, et la machinerie enzymatique utilisée pour cela est la même que celle utilisée pour le silençage génique antiviral, aussi on peut imaginer que si le virus provoque une production de petits ARN chez l'hôte, ceci peut interférer avec le développement de ce dernier.